# Kluane-Gletscher
Der Kluane-Gletscher ist ein Gletscher des Kluane Icefield im Osten der Eliaskette im kanadischen Territorium Yukon.
Der etwa 35 km lange und durchschnittlich 2 km breite Kluane-Gletscher befindet sich innerhalb des Kluane-Nationalparks. Das Nährgebiet des Gletschers befindet sich an der Südflanke vom Fram Peak auf einer Höhe von über 2800 m, das untere Gletscherende liegt auf einer Höhe von 1400 m. Der Gletscher strömt anfangs nach Osten und wendet sich nach etwa 15 km nach Norden. Er speist den Donjek River, dessen Wasser über den White River und Yukon River abfließt. 23 km talabwärts vom Kluane-Gletscher befindet sich die Gletscherzunge des Donjek-Gletschers.

## Gletscherentwicklung
Moränen im Donjek-Tal oberhalb des Donjek-Gletschers deuten darauf hin, dass der Kluane-Gletscher vor ungefähr 5000 Jahren noch bis an diese Stelle reichte.